# Hörfunk in Mexiko

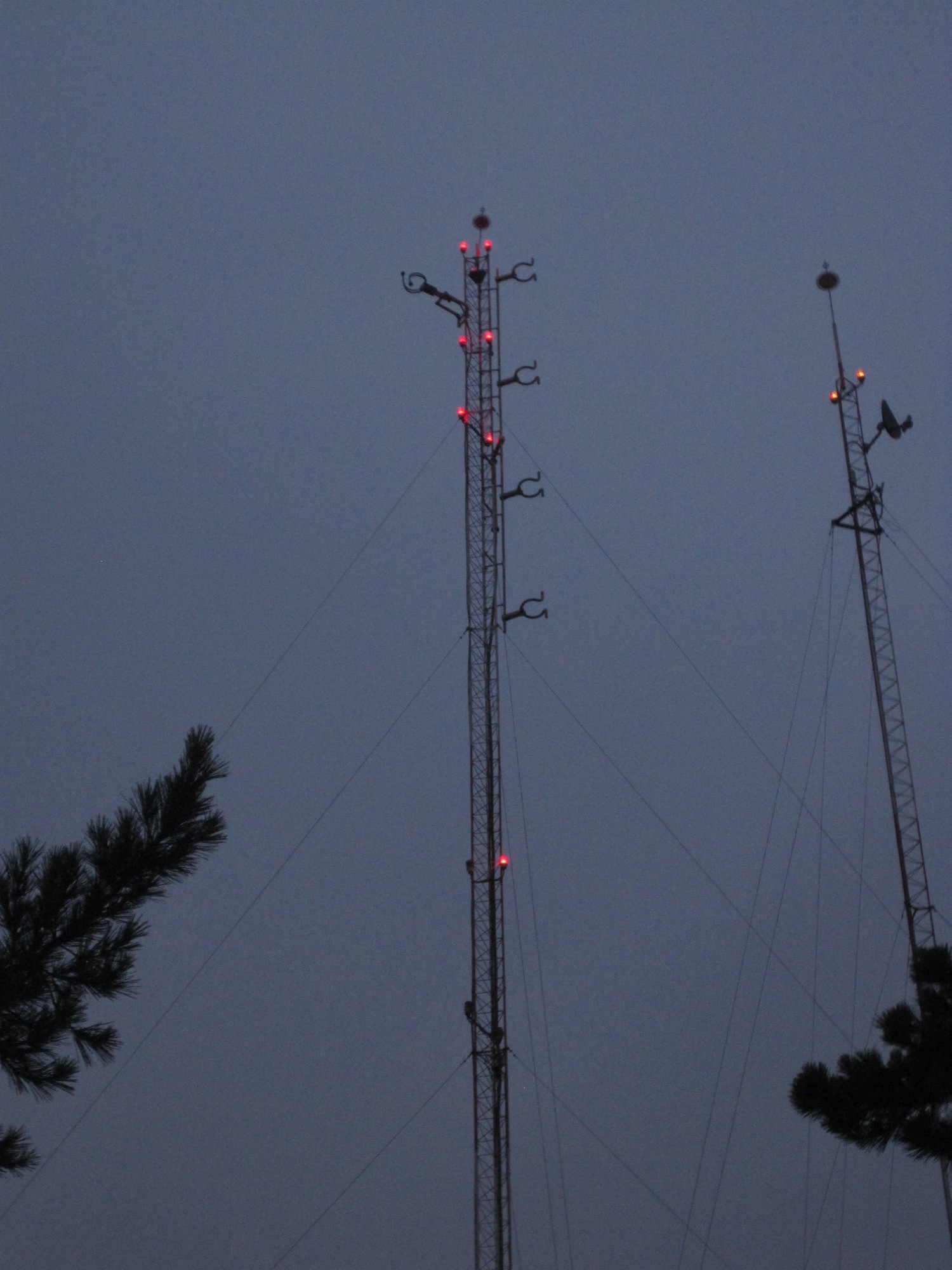
Der Turm von XHUPC-FM, dem Radiosender der Universität Instituto Politécnico Nacional in Mexiko-Stadt

Das mexikanische Radio ist ein Massenmedium mit einer landesweiten Verbreitung von 98 Prozent und einer größeren Vielfalt an Eigentümern und Programmen als im Fernsehen. Nach einem ähnlichen Modell wie das Radio in den Vereinigten Staaten war das mexikanische Radio in seiner Geschichte weitgehend kommerziell ausgerichtet, allerdings mit einer starken staatlichen Präsenz und einer steigenden Zahl nichtkommerzieller Sender in den 2000er und frühen 2010er Jahren. Im August 2015 gab es 1999 legale Radiosender, von denen fast 75 Prozent auf dem UKW-Band sendeten.

## Geschichte

### Die 1920er Jahre: Pioniere und Etablierte
Die erste Übertragung des ersten Radiosenders in Mexiko fand am 9. Oktober 1921 in der Stadt Monterrey, Nuevo León, statt. Der Elektroingenieur Constantino de Tarnava, der bereits seit 1919 experimentelle Übertragungen durchgeführt hatte, nahm den ersten Rundfunkdienst in Mexiko unter dem Rufzeichen TND auf. Er selbst kündigte dieses Rufzeichen an, um die Universität von Notre Dame in Indiana zu ehren. Tarnava Notre Dame erhielt 1929 das Rufzeichen XEH und dieser Radiosender ist bis heute (2021) in Betrieb.
Außerdem fand die Entwicklung des mexikanischen Rundfunks gleichzeitig in verschiedenen Städten des Landes statt, im Gegensatz zu der eher zentralisierten, in Mexiko-Stadt angesiedelten Entwicklung des Fernsehens. Eine der ersten Radioübertragungen (nicht des Rundfunks, sondern der Funktelefon- und Funktelegrafenstationen) scheint 1921 stattgefunden zu haben. Dies geschah im Rahmen der Feierlichkeiten zum hundertsten Jahrestag der Unterzeichnung des Vertrags von Córdoba, mit dem die mexikanische Unabhängigkeit formalisiert wurde. Am 27. September 1921, während der Hundertjährigen internationalen Handelsausstellung in Mexiko-Stadt, wurde von der Regierung eine kleine Radiostation (Telefonstation) eingerichtet und von Agustín Flores, einem Inspektor der Generaldirektion für Telegrafie, betrieben. In derselben Nacht starteten die Brüder Gómez Fernández ihre ersten Radiosendungen, ebenfalls in Mexiko-Stadt. Ihr Sender mit einer Leistung von 20 Watt war bis Januar 1922 in Betrieb und sendete samstags und sonntags eine Stunde lang.

### Die 1930er Jahre: Die Konsolidierung des mexikanischen Radios
In den 1930er Jahren entstanden in Mexiko viele neue Radiosender. Radio Mundial XEN (damals auf 710 kHz), versorgte die Region Mexiko-Stadt 1930 mit dem weltweit ersten ausschließlichen Nachrichtensender. Der größte neue Radiosender im Jahr 1930 war XEW 900, im Besitz von Emilio Azcárraga Vidaurreta. Bekannt als die „Stimme Lateinamerikas“, markierte XEW den Wachwechsel in der mexikanischen Radioentwicklung und den Beginn seiner Konsolidierung als rentables Unternehmen. Es spezialisierte sich auf die Entwicklung täglicher Programme, die Zuschauer und damit Werbetreibende anzogen. Azcárragas Imperium wuchs mit der Gründung von XEQ im Jahr 1938.
Die Nationale Revolutionäre Partei, Vorgängerin der Partido Revolucionario Institucional, startete am 1. Januar 1931 in Mexiko-Stadt den Sender XEFO (ursprünglich bekannt als „XE-PNR“) mit 940 kHz die wichtigste Nachrichten- und Propagandaquelle der Partei während der Präsidentschaftswahlen 1934, die Lázaro Cárdenas an die Macht brachten. Der Sender wurde 1941 verkauft und wurde von zwei separaten Sendern abgelöst: XEQR auf 1030, im Besitz von Francisco Aguirre Jiménez, und XERCN 1110, im Besitz von Rafael Cutberto Navarro und seinem Radio Cadena Nacional.
Im Jahr 1931 wurde das Genehmigungssystem für Rundfunkstationen dahingehend geändert, dass die Regierung Konzessionen für die Nutzung und den Betrieb von Sendern im Funkspektrum vergab, das als öffentliches Gut angesehen wurde und letztendlich dem Staat gehörte. Die an Sender vergebenen Konzessionen waren bis zu 50 Jahre gültig. Ebenso legte die Regierung 1933 eine Obergrenze von 10 Prozent der Sendezeit für kommerzielle Ankündigungen fest und gab der Regierung die Möglichkeit, Nachrichten über kommerzielle Radiosender zu senden.
Aus dieser letztgenannten Funktion des mexikanischen Radios entstand 1937 La Hora Nacional, eines der ältesten kontinuierlich ausgestrahlten Radioprogramme der Welt, das sonntagabends um 22 Uhr auf allen mexikanischen Radiosendern ausgestrahlt wird. La Hora Nacional wurde von der neuen Autonomous Dependency for Press and Publicity (DAPP) produziert. Im Jahr 1969 legte die Regierung eine Quote von 12,5 Prozent der Sendezeit aller Rundfunkanstalten fest, die für die staatliche Nutzung zur Verfügung standen.
1937 wurde der mexikanische Verband der Radiosender als erster Branchenverband gegründet. Bald darauf wurde dieser umbenannt in Mexikanische Vereinigung kommerzieller Radiosender (AMERC, Asociación Mexicana de Radiodifusoras Comerciales). Diese bestand zunächst aus 20 Radiosendern, die Hälfte davon mit Sitz in Mexiko-Stadt.
In den 1930er Jahren wurden auch die ersten Border-Blaster entwickelt. Sender, die Mexikos höhere Leistungsgrenzen und lockerere regulatorische Anforderungen für AM-Radiosender ausnutzten und ihre Signale in Richtung der Vereinigten Staaten ausstrahlten, oft mit kostenpflichtigen Predigtprogrammen. Der ursprüngliche Grenzstrahler, John Brinkleys XER in Villa Acuña, Coahuila, wurde 1935 durch XERA ersetzt. XERA sendete mit 500 Kilowatt und war bis 1939 in Betrieb, als es aufgrund eines Vertrags mit den Vereinigten Staaten abgeschaltet wurde. In den 1930er Jahren wurden die ersten Universitätssender in Betrieb genommen. Zum Beispiel XEUN, der Sender der Universidad Nacional Autónoma de México, und XEXQ, betrieben von der Universidad Autónoma de San Luis Potosí.